# 香港系列之原味道
《香港系列之原味道》（英語：Hong Kong: A Feast of Local Flavours），是香港無綫電視製作的飲食節目，由黃劍文、冼靖峰、王汛文、莊子璇及潘靜文主持，尋找香港本地食材，形式與2018年至2021年的《香港原味道》完全一致。節目第1-9集由2025年4月12日至6月14日逢星期六20:00於翡翠台播出，而第10-13集由2025年8月31日起同樣時段播出。

## 每集內容
| 集數 | 日期    | 主題                                                   |
| ---- | ------- | ------------------------------------------------------ |
| 01   | 4月12日 | 咖啡、農場雞、雞蛋仔、粉麵、士多啤梨、狗仔粉           |
| 02   | 4月19日 | 寶石鱸、朱古力、食用花、豆製品、南丫島特產、桑棗       |
| 03   | 4月26日 | 水上鹹鮮、手工燒賣、豬農場、薑醋、糯米糍、水產養殖     |
| 04   | 5月3日  | 藍鑽斑、手工堅果酥餅、溫室農場、潮汕牛丸、烏頭、菠蘿   |
| 05   | 5月10日 | 海膽、微菜苗、魚蛋、糭、意大利雪糕、流心燉蛋、本地蔬菜 |
| 06   | 5月17日 | 健康養生菜、花生糖、燉湯、港式風味醬                   |
| 07   | 5月24日 | 絲苗米、手工曲奇、鳥結糖、生曬豉油                     |

## 相關節目
- 《香港原味道》

## 備註
1. ↑  第1-5集播一小時（20:00—21:00），第6-9集播半小時（20:00—20:30）

## 外部連結
- 香港系列之原味道 | TVB 無綫電視
- 《香港系列之原味道》myTV SUPER線上看